# Erodium rodiei
Erodium rodiei là một loài thực vật có hoa trong họ Mỏ hạc. Loài này được (Braun-Blanq.) Poirion mô tả khoa học đầu tiên năm 1967.